# La Lurda
La Lurda es una localidad y una entidad local menor española perteneciente al municipio de Garcihernández, dentro de la provincia de Salamanca, comunidad autónoma de Castilla y León.

## Topónimo
El nombre de La Lurda evolucionó a partir del topónimo Muedra, con el que aparentemente se denominaba a la localidad en la Edad Media (1224).

## Historia
Hasta cuando pasó a formar parte de Garcihernández, antes del censo de 1857, «Lurda» (su nombre según el INE) fue un municipio independiente. En el censo de 1842 tenía  43 habitantes y 11 hogares.

## Demografía
En 2017 La Lurda contaba con una población de 37 habitantes, de los cuales 21 son varones y 16 son mujeres (INE 2017).
| Gráfica de evolución demográfica de La Lurda entre 2000 y 2017 |
|                                                                |
| Población según el padrón municipal.                           |